# Exploration Upper Stage
Étage de fusée
L’Exploration Upper Stage (en français : « Étage supérieur d'exploration »), abrégé en EUS, est un étage de fusée actuellement à l'étude par la NASA, l'agence spatiale américaine qui devrait devenir le deuxième étage du Space Launch System Bloc 1B.

## Spécifications
Ses spécifications ne sont pas encore définies précisément ; il devrait mesurer 17,25 m de longueur pour 8,4 m de diamètre. Il sera propulsé par quatre moteurs RL-10 C3 utilisant de l'oxygène liquide comme comburant et de l'hydrogène liquide comme combustible. Plus puissant que l'Interim Cryogenic Propulsion Stage (ICPS) utilisé sur la version Bloc 1, il permettra au Bloc 1B de lancer une charge utile nettement supérieure à celle du Bloc 1, comme le montre ce tableau :
| Destination                                                | C3 (en) (en MJ/kg) | Bloc 1      | Bloc 1B     |
| ---------------------------------------------------------- | ------------------ | ----------- | ----------- |
| Orbite terrestre basse                                     |                    | 70 tonnes   | 97,5 tonnes |
| Orbite de transfert géostationnaire                        | -16,3              | 36,6 tonnes | 48,5 tonnes |
| Injection sur trajectoire lunaire                          | -2                 | 25,3 tonnes | 37,8 tonnes |
| Injection sur trajectoire martienne                        | 11                 | 19,5 tonnes | 33 tonnes   |
| Europe, lune de Jupiter (avec assistance gravitationnelle) | 28,9               | 12,9 tonnes | 25,1 tonnes |
| Europe, lune de Jupiter (trajectoire directe)              | 85,4               | 4,38 tonnes | 8,92 tonnes |
| Saturne/Encelade/Titan                                     | 106                | 2,72 tonnes | 5,12 tonnes |
| Uranus                                                     | 135,5              | 1,01 tonne  | 1,48 tonne  |

Néanmoins, ces performances ne pourront être atteintes sans l'octroi d'un budget suffisant par le Congrès.